# Kargu
Kargu — турецкий военный беспилотный летательный аппарат (БПЛА) вертолётного типа. Разработчик и производитель — турецкая оборонная компания STM (Savunma Teknolojileri Mühendislik ve Ticaret AŞ).

## Общие сведения
Kargu является дроном-камикадзе вертолётного типа. Поставляется в турецкую армию с 2017 года. В 2019 году фирма STM  начала выпуск усовершенствованных дронов Kargu-2.
В начале 2020 года турецкое правительство заключило договор о приобретении 356 БПЛА этого типа.
Вес Kargu-2 составляет 15 кг. При этом Kargu-2 может находиться в воздухе до 30 минут.
Управление осуществляется оператором с земли, он может направлять дрон на любые объекты, в том числе и движущиеся. В случае, если дрон не использовался для уничтожения какой-либо цели, то он может вернуться к оператору для последующего использования.
Также дрон имеет полуавтономный режим полета и поиска, так что Kargu-2 может самостоятельно обнаруживать и поражать цели, а оператору остается лишь направить его в определенную зону.  Оператор при необходимости может отменить атаку дрона или перенаправить его на другую цель.
Боезаряд может быть осколочным для поражения личного состава противника и других небронированных целей, кумулятивным для атаки на легкобронированную технику, термобарическим для поражения целей в замкнутом пространстве.
STM активно работает над увеличением экспорта этих ударных БПЛА. Особый интерес к ним проявляют на Ближнем Востоке и в тюркоязычных странах.
В мае 2021 года стало известно, что в марте 2020 года военный квадрокоптер Kargu-2, находясь в автономном режиме работы, убил человека во время вооруженного конфликта в Ливии. Это стало первым зафиксированным случаем в истории, когда дрон без приказа человека совершил убийство.